# Absorptionskältemaschine
Eine Absorptionskältemaschine (kurz AKM) ist eine Kältemaschine, bei der im Gegensatz zur Kompressionskältemaschine die Verdichtung durch eine temperaturbeeinflusste Lösung des Kältemittels erfolgt. Man bezeichnet dies auch als thermischen Verdichter. Das Kältemittel wird in einem Lösungsmittelkreislauf bei geringer Temperatur in einem zweiten Stoff absorbiert und bei höheren Temperaturen desorbiert. Bei dem Prozess wird die Temperaturabhängigkeit der physikalischen Löslichkeit zweier Stoffe genutzt. Voraussetzung für den Prozess ist, dass die beiden Stoffe in dem verwendeten Temperaturintervall in jedem Verhältnis ineinander löslich sind.

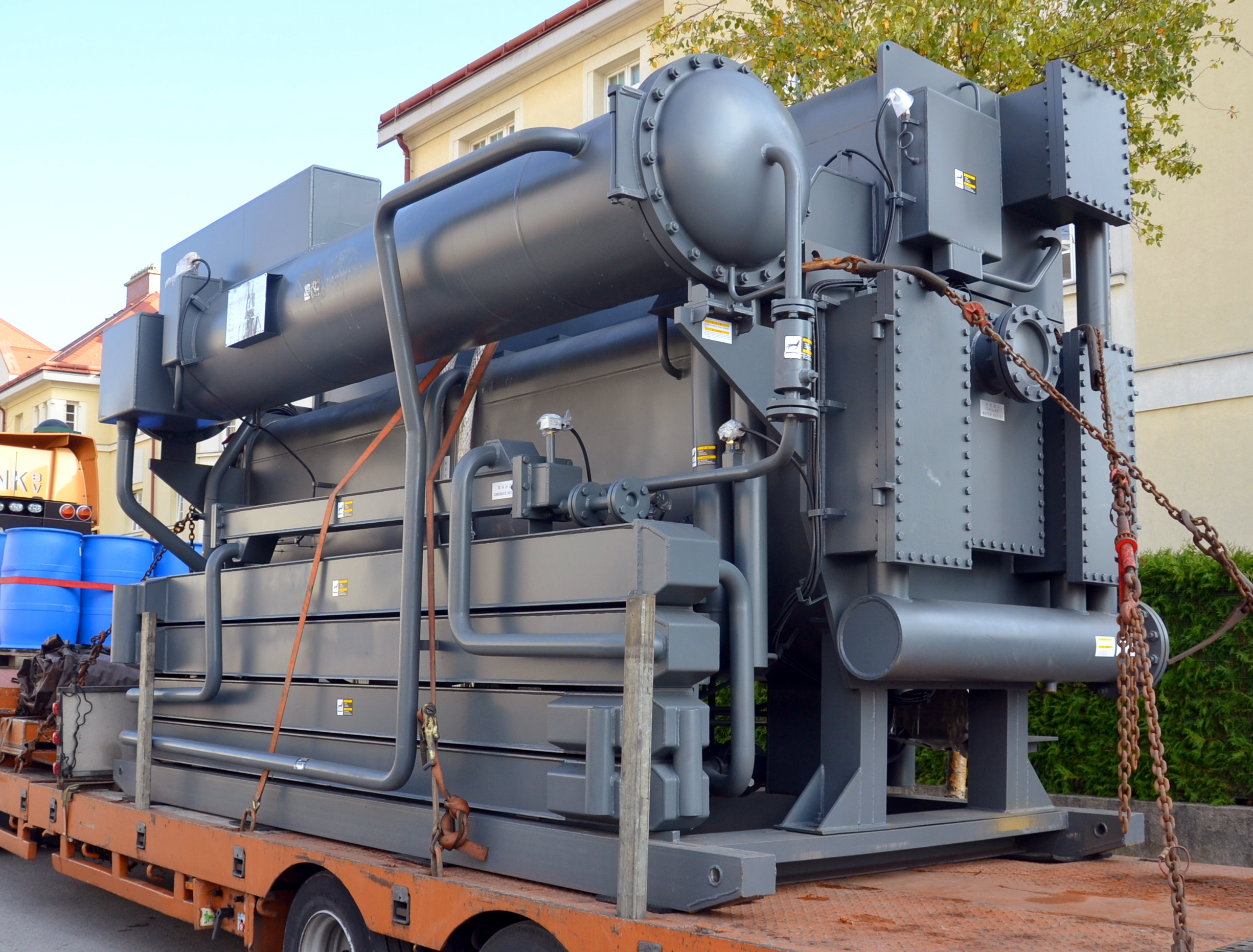
Absorptionskältemaschine mit 1,4 MW Kälteleistung auf einem LKW Auflieger

## Grundlegende Prozesse

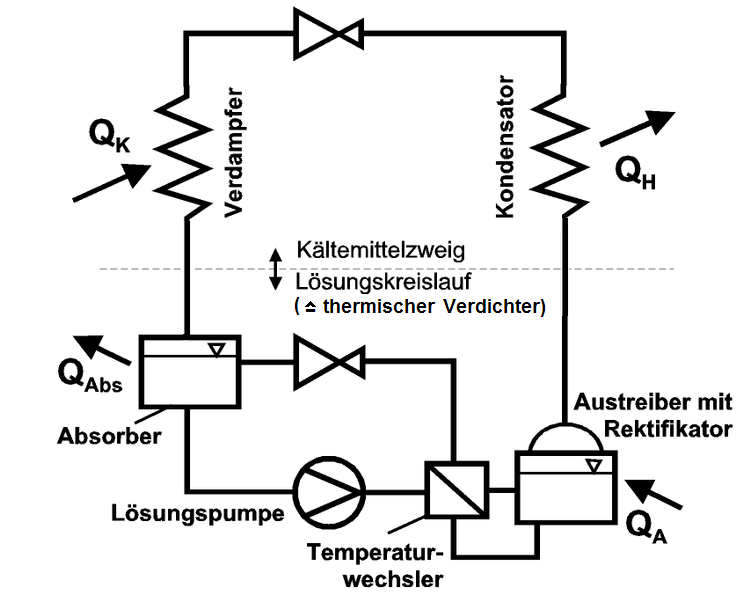
Prinzipschaltbild einer Absorptionskältemaschine

Wie jede Kältemaschine ist eine Absorptionskältemaschine eine Wärmepumpe, also eine Vorrichtung, die Wärme von einem (inneren) Bereich mit der Temperatur {\displaystyle T_{1}} zu einem (äußeren) Bereich mit der Temperatur {\displaystyle T_{2}} transportiert, wobei {\displaystyle T_{1}\leq T_{2}} gilt. Der Zweck der Kältemaschine ist es, im inneren Bereich (z. B. im Inneren eines Kühlschranks oder eines zu kühlenden Gebäudes) die niedrige Temperatur {\displaystyle T_{1}} aufrechtzuerhalten oder noch weiter abzusenken. Nach dem Zweiten Hauptsatz der Thermodynamik ist das nur durch Energiezufuhr von außen möglich.
In der Kältemaschine zirkuliert ein Kältemittel in einem geschlossenen Kreislauf zwischen dem inneren und dem äußeren Bereich. Im inneren Bereich wird im sogenannten Verdampfer Kältemittel verdampft und dadurch der Umgebung Wärme entzogen und die Temperatur {\displaystyle T_{1}} gesenkt. Das gasförmige Kältemittel wird in den äußeren Bereich geleitet und dort wieder verflüssigt. Bei Kompressionskältemaschinen geschieht die Verflüssigung durch Erhöhung des Drucks, bei Absorptionskältemaschinen hingegen durch Salzlösungen, die die Fähigkeit haben, Kältemitteldampf zu binden, also zu absorbieren.
Die Lithiumbromid-Absorptionskältemaschine ist eine der am weitesten verbreiteten Arten von Absorptionskältemaschinen. Sie nutzt Wasser (flüssig und gasförmig) als Kältemittel und das Salz Lithiumbromid LiBr in wässriger Lösung einer bestimmten Konzentration als Absorptionsmittel. In einem nahezu evakuierten Verdampfer wird es auf eine Rohrschlange gesprüht und bei ca. 3 °C verdampft. Dabei macht man sich zu Nutze, dass die Verdampfungstemperatur mit sinkendem Druck ebenfalls abnimmt.
Der Wasserdampf wird im sogenannten Absorber von einer LiBr-Lösung absorbiert. Der Absorptionsprozess würde stoppen, sobald die Salzlösung mit Kältemittel gesättigt wäre. Daher muss im dritten Schritt der Salzlösung permanent das Kältemittel entzogen werden. Dazu wird die mit Kältemittel angereicherte Salzlösung in den sogenannten Generator oder Austreiber gepumpt, in dem das Kältemittel durch Hitzeeinwirkung (ca. 80 bis 120 °C) ausgekocht und dabei wieder verdampft wird – allerdings auf deutlich höherem Temperatur- und Druckniveau. Die dabei entstehenden Fluide (die konzentrierte Salzlösung und der Kältemitteldampf) werden anschließend voneinander getrennt.
Das verdampfte Kältemittel wird im Kondensator abgekühlt. Dadurch kondensiert es und kann anschließend wieder dem Verdampfer zugeführt werden. Damit ist der Kreislauf des Kältemittels geschlossen. Die konzentrierte Salzlösung wird in einem zweiten separaten Kreislauf wieder zurück zum Absorber geführt.
Bei Kompressionskältemaschinen erfolgt die zur Erhöhung des Temperaturgefälles notwendige Energiezufuhr üblicherweise durch elektrische Energie, d. h. die mechanische Energie zur Kompression wird durch elektrisch betriebene Kompressoren zugeführt. Bei Absorptionskältemaschinen wird hingegen hauptsächlich thermische Energie zugeführt. Absorptionskältemaschinen haben meistens einen schlechteren Wirkungsgrad als Kompressionskältemaschinen, sind aber dort von Vorteil, wo Wärme günstig oder kostenlos zur Verfügung steht, etwa in Form von Abwärme.

## Entwicklung
Der Absorptions-Kältekreislauf gilt als der älteste bekannte technische Prozess zur Kälteerzeugung. Ursprünglich war der Wunsch nach Tiefkühlung der ausschlaggebende Grund dafür, sich im Jahre 1755 mit der Entwicklung von Wärmepumpen zu befassen. Bei den ersten Versuchen von William Cullen, einem Mediziner und Chemiker, wurde Wasser unter Zuhilfenahme von Vakuum gefroren. Ein kontinuierlich arbeitender Gesamtprozess wurde nicht entwickelt.
Erst 22 Jahre später, im Jahr 1777, wurden die Prinzipien der Absorption entdeckt und verstanden. John Leslie entwickelte 1810 eine Absorptionskälteanlage mit dem Kältemittel Wasser und dem Absorptionsmittel Schwefelsäure. Der erste zuverlässig arbeitende Kühlschrank, mit wesentlichen Teilen der Kaltdampfmaschine, wurde 1834 von Jacob Perkins (1766–1849) mit einem mechanisch arbeitenden Kompressor gebaut. Diese Fortschritte wurden am 14. August 1834 in seinem britischen Patent Nr. 6662 Apparatus for Producing Cold and Cooling Fluids eingereicht. Das hochentzündliche Kältemittel Diethylether behinderte die Weiterentwicklung, sodass erst nach seinem Tod das wirtschaftliche Interesse an dieser Erfindung stark anstieg.
1840 wurde von John Leslie eine auf Perkins Patentschrift basierende funktionierende Eismaschine gebaut. Daraufhin wurde 1850 von Edmond Carré eine auf Schwefelsäure und Wasser als Arbeitsmittel basierende Eismaschine industriell hergestellt. In der Weiterentwicklung wurde von Carré das Arbeitsmittelpaar durch Ammoniak und Wasser ersetzt und in seinem Patent 1859 niedergeschrieben. In diesem und den folgenden Patenten beschrieb Ferdinand Carré zum einen periodisch arbeitende Maschinen für sehr kleine Leistungen und zum anderen Maschinen mit großen Leistungen. Diese Patente legten den Grundstein für weitere Entwicklungen und waren die ersten industriell bedeutsamen.
William Thomson konnte 1852 nachweisen, dass Kältemaschinen eher zum Heizen als zum Kühlen eingesetzt werden können. In seiner Veröffentlichung Heating Machine wies er nach, dass bei einer motorbetriebenen Wärmepumpe weniger Primärenergie aufzuwenden ist als bei einer direkten Heizung. Ein weiterer Pionier im Bereich der Absorptionsmaschinen war Charles Tellier, der 1864 seine Anlage mit Dimethylether baute. Diese Entwicklungen wurden bis 1927 weitergeführt, bis der erste Kühlschrank in Deutschland auf den Markt kam.
Die Firma Carrier Corporation begann 1940 mit der Forschung an einer Lithiumbromid/Wasser-Absorptionskälteanlage und führte 1945 die erste große Anlage ein. Diese Einheiten wurden auf 100 bis 700 Tonnen Kapazität ausgelegt und arbeiteten mit Niederdruckwasserdampf als Wärmequelle.
Heutzutage ist in nahezu jedem Wohnmobil und Wohnwagen ein Absorptionskühlschrank verbaut, um unabhängig von elektrischer Versorgung zu sein. Bei diesen Kühlschränken wird die erforderliche Erwärmung durch Verbrennung von Brennstoffen, üblicherweise Propan- oder Butangas erzeugt. Die meisten Geräte erlauben darüber hinaus den wahlweisen Betrieb mit elektrischen Heizpatronen, die sowohl für Netzstrom als auch Bordstrom vorhanden sind. Des Weiteren werden diese Kühlschränke auch in Hotelzimmern eingesetzt, hier allerdings ausschließlich mit elektrischer Energie versorgt, und garantieren die gewünschte Geräuschlosigkeit bei kontinuierlicher Kühlung.
Seit wenigen Jahren sind Absorptionswärmepumpen für den häuslichen und industriellen Gebrauch im Bereich von wenigen Kilowatt bis zu mehreren Megawatt verfügbar. Diese gibt es in unterschiedlicher Ausführung für verschiedene Einsatzbereiche. Reine Wärmepumpen dienen dem Heizen, Kühlen oder einer Kombination von beidem.

## Wärmeverhältnis
Bei Kälteanlagen wird die Kälteleistung im Verhältnis zur aufgewendeten Energie bewertet. Bei einer AKM wird das Wärmeverhältnis {\displaystyle \zeta } verwendet, das als Quotient der Kälteleistung am Verdampfer {\displaystyle {\dot {Q}}_{0}} zur Heizleistung am Austreiber {\displaystyle {\dot {Q}}_{A}} definiert ist:
{\displaystyle \zeta ={\frac {{\dot {Q}}_{0}}{{\dot {Q}}_{A}}}}
Bei Kompressionskälteanlagen (kurz KKM) wird die Leistungszahl EER (energy efficiency ratio), früher C.O.P. (coefficient of performance) verwendet.
Eine alleinige Gegenüberstellung von Wärmeverhältnis {\displaystyle \zeta } der AKM und Leistungszahl EER einer KKM ist nicht sinnvoll, wenn bei der AKM Abwärme genutzt wird und bei der KKM exergiereicher Strom oder Gas. Die unterschiedliche Wertigkeit der in den Prozess eingebrachten Energien (Exergie) muss berücksichtigt werden.
Die Leistungszahl EER bezieht sich auf die aufgewendete elektrische Leistung in einem bestimmten Arbeitspunkt meist 100 %. Ihr Wert verändert sich bei einer Verschiebung des Arbeitspunktes, z. B. der äußeren Temperatur. Deshalb werden bei KKM auch aussagekräftigere Leistungsziffern, die auch die Teillast und sinkende Außentemperaturen berücksichtigen, verwendet (Integrated Part Load Value (kurz IPLV) und Non-Standard Part Load Value (kurz NPLV) nach AHRI Standard 550/590 (Air Conditioning, Heating and Refrigeration Institute (kurz AHRI)); European Seasonal Energy Efficiency Ratio (kurz ESEER) nach Eurovent).

## Ammoniak-Wasser-Absorptionskälteanlage
In der Ammoniak-Wasser-Absorptionskälteanlage (Diffusionsabsorptionskältemaschine) bildet Ammoniak das Kältemittel, und Wasser wird als Lösungsmittel eingesetzt. Der Vorteil dieser Kombination ist der Einsatz natürlicher Stoffe, die sehr preiswert sind. Es wird je nach Ausführung der Anlage mit oder ohne Inhibitor (bspw. Natriumdichromat) im Lösungsmittelkreislauf konzipiert, um Korrosionen zu vermeiden. Das Wärmeverhältnis {\displaystyle \zeta } der Anlagen ist abhängig von der Verdampfungstemperatur und liegt bei einstufig ausgeführten Apparaten im Bereich von 0,65 (Verdampfungstemperatur = 0 °C) und 0,3 (Verdampfungstemperatur = −50 °C).

### Einsatzbereiche
Zahlenmäßig am verbreitetsten sind kleine Ammoniak-Wasser-Absorptionskälteanlagen als Kühlschrank im Campingbereich oder Hotelkühlschränke. Großanlagen finden sich traditionell in der Gefriertrocknung und in der chemischen Industrie. Die Anlagen sind vorwiegend als Einzelanlagen kundenspezifisch konzipiert, und die Kälteleistungen liegen im MW-Bereich. Durch Nutzung der Abwärme z. B. von Gasmotoren zur Kälteerzeugung mittels einer Absorptionskälteanlage wurde mit der Kraft-Kälte-Kopplung ein neuer Einsatzbereich für die Anlagen erschlossen. Die Kälteleistung liegt deutlich niedriger als bei den Großanlagen. Es werden daher vorgefertigte Anlagenmodule errichtet, die anschlussfertig in einem oder mehreren Einbaurahmen geliefert werden.

### Industrielle Absorptionskälteanlagen

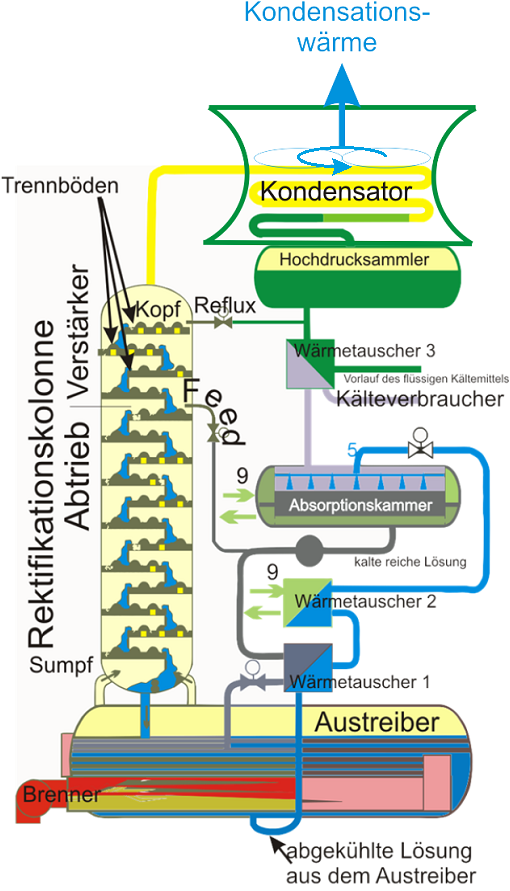
Industrielle direkt beheizte Absorptionskälteanlage mit Verdampfungstemperaturen bis −60 °C (Beschreibung siehe Text)

In dem Lösungsmittelverdampfer der Absorptionskälteanlage, dem Austreiber, befindet sich ein Ammoniak-Wasser-Gemisch. Diese Lösung wird indirekt durch Dampf oder durch einen Öl- oder hier einen Gasbrenner direkt beheizt. Der Vorteil liegt darin, dass jede Wärmequelle, die die erforderliche Verdampfungstemperatur bereitstellen kann, geeignet ist. Die Lösung verdampft bei Temperaturen von 170 °C und Drücken von 10 bar. Aus der Siedelinie für das Ammoniak-Wasser-Gemisch kann für diesen siedenden Zustand ein Verhältnis von 5 Gew.-% Ammoniakanteil im Wasser des Verdampfers ermittelt werden. Man spricht hier von der armen heißen Lösung. Die Dämpfe werden der destillativen Trennsäule (Rektifikationskolonne als Weiterentwicklung einer einfachen Destillationsanlage) TS zugeführt, die über dem Verdampfer angeordnet ist. Die Kolonne besteht aus einem langgezogenen stehenden zylindrischen Behälter, der mit übereinander angeordneten Glocken- oder Tunnelböden ausgerüstet ist. Auf den Böden steht eine Flüssigkeitsschicht, die über ein Wehr auf den darunter liegenden Boden abläuft und am Kolonnensumpf wieder in den Verdampfer geleitet wird. Im Gegenstrom steigt das Gas in der Kolonne nach oben. Die Öffnungen der gasführenden Einbauten sind so ausgeführt, dass die Gasphase durch die auf dem Boden stehende Flüssigkeit perlt und ein Energie- und Stoffaustausch stattfindet. Auf jedem Trennboden besteht das temperaturabhängige Gleichgewicht zwischen der auf dem Boden kondensierten Flüssigkeit und der Dampfphase. Es findet eine Konzentration der leichter siedenden Phase zum Kolonnenkopf hin statt.
Reiche Lösung wird im mittleren Teil der Kolonne als Feed aufgegeben. Der unterhalb des Feeds liegende Kolonnenteil ist der Abtriebsteil und der darüberliegende der Verstärkerteil. Am Kolonnenkopf ist das Ammoniak in der Gasphase stark angereichert mit einem Restanteil von ca. 0,2 Gew.-% Wasser. Die Brüden werden dem Verflüssiger (Kondensator) zugeleitet. Das verflüssigte Ammoniak wird im Hochdrucksammler gespeichert. Ein Teilstrom des verflüssigten Destillats wird als Rückstrom (Reflux – flüssiges Ammoniak) wieder auf den oberen Boden der Kolonne zurückgeführt. Die Anzahl der notwendigen Trennböden lässt sich über ein McCabe-Thiele-Diagramm bestimmen. Zur Optimierung wird das kalte Gas aus den angeschlossenen Kälteverbrauchern einem Wärmeübertrager 3 zugeführt, um den Vorlauf des flüssigen Kältemittels zu kühlen. Der weitere Prozess verläuft analog zur Kompressionskältemaschine.
Durch Wärmeaufnahme an den Kälteverbrauchern wird das Kältemittel Ammoniak verdampft. Die Dämpfe werden über die Saugleitung nach der Wärmeübertragung mit dem Flüssigkeitsvorlauf zur Absorptionskammer geleitet. Als Absorptionsmittel wird die arme abgekühlte Lösung aus dem Austreiber verwendet. Die arme Lösung wird in den Absorber eingedüst, und der Absorber wird mit Kühlwasser gekühlt, um die Lösungswärme abzuführen. Die kalte Lösung hat das Bestreben, Ammoniak bis zur Sättigung aufzunehmen. Bei 40 °C und 0,5 bar (abs) kann die reiche Lösung im Absorber einen Ammoniakgewichtsanteil von 15 % erreichen. Die im Absorber anfallende kalte reiche Lösung wird durch den oben erwähnten Lösungsmittelwärmeübertrager 1 gepumpt, dort erwärmt und über eine Füllstandsregelung in den Austreiber geleitet.
Der Kälteverbraucherkreis ist in dem Bild nicht dargestellt. Das unterkühlte flüssige Ammoniak kann in Verdampfern über thermostatische Regelventile eingespritzt werden und durch Verdampfung Wärme aus dem zu kühlenden Raum aufnehmen. Meistens werden jedoch Pumpenanlagen eingesetzt, da hier eine aufwändige Regelung des Ammoniakmassenstroms in dem Verdampfervorlauf entfallen kann. Das flüssige Ammoniak wird über eine Füllstandsregelarmatur (Hochdruckschwimmer oder füllstandgesteuertes Ventil) in einen Abscheider geleitet. Über Kältemittelpumpen wird das Ammoniak überfluteten Verdampfern zugeleitet. Die Betriebsweise wird als überflutet bezeichnet, da nur ein Teil des flüssigen Kältemittels verdampft und sowohl Ammoniakgas als auch Ammoniak-Flüssigkeit in den Abscheider zurückgeleitet wird. Der Abscheider dient zum Puffern des Kältemittels aufgrund von Füllstandsänderungen, die sich durch wechselnden Kältebedarf ergeben (Kältemittelverlagerung in nicht betriebenen Verdampfern, Änderung des spezifischen Volumens bei Temperaturänderung). Die weitere Funktion des Abscheiders ist die Trennung der Flüssig- von der Gasphase. Das gasförmige Ammoniak strömt über die Saugleitung in den Absorber, in dem durch die Absorption des Ammoniakgases in der armen kalten Lösung und Abfuhr der Lösungswärme ebendieser Gastransport aufrechterhalten wird.
Zu der hier beschriebenen Anordnung des Kältekreislaufes einer Ammoniak-Wasser-Absorptionskälteanlage gibt es viele Varianten. Beispielsweise kann zur Kühlung des Kolonnenkopfes anstatt des Ammoniak-Refluxes ein Verflüssiger im Kopf der Rektifikationskolonne (Dephlegmator) eingesetzt werden, der mit der kalten reichen Lösung aus dem Absorber oder mit Kühlwasser beaufschlagt wird.
Die Verdampfungstemperatur der Absorptionskälteanlage wird durch die vorhandenen Heizmittel- und Kühlwassertemperaturen eingegrenzt. Zur wärmetechnischen Optimierung und dem Einsatz von Wärme auf einem möglichst niedrigen Temperaturniveau besteht die Möglichkeit, den Absorptionsprozess auf der Antriebsseite zweistufig auszuführen. Der apparative Aufwand ist deutlich höher, da zwei Absorber und Austreiber notwendig sind. Die erste Austreiberstufe kann allerdings mit deutlich niedrigeren Temperaturen beheizt werden.
Ammoniak-Absorptionskälteanlagen werden insbesondere bei tiefen Verdampfungstemperaturen eingesetzt, da in den Anlagen im Gegensatz zu Kompressionskälteanlagen kein Öl in den Kältekreislauf eingebracht wird. Aufgrund des Viskositätsgefälles bei tiefen Temperaturen ist das Abführen von Öl aus den Tiefpunkten der Verbraucherkreise in Kompressionskälteanlagen problematisch.

### Die Absorptionskälteanlage im h-ξ-Diagramm

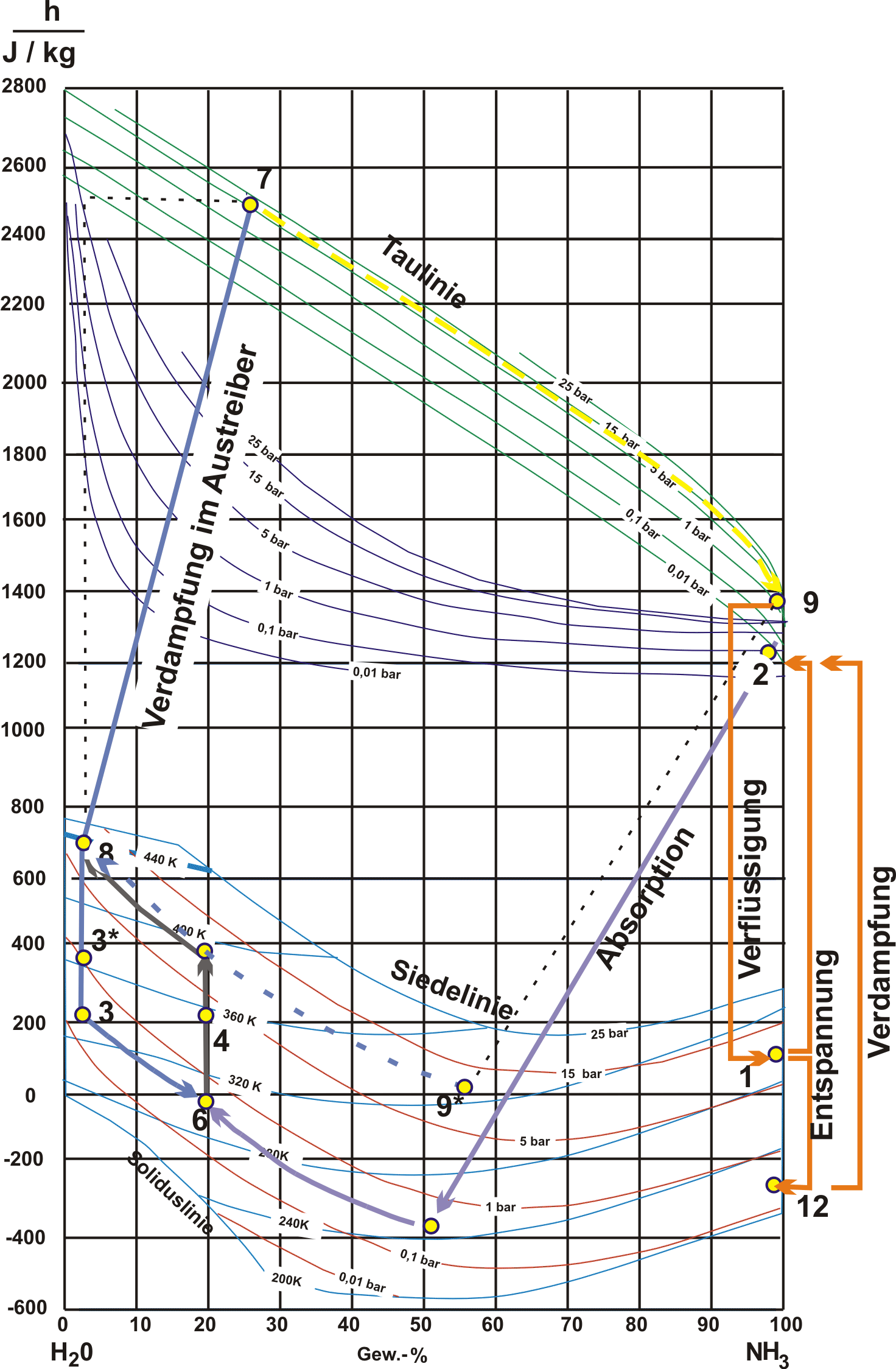
h--Diagramm und Darstellung einer Ammoniak-Wasser-Absorptionskälteanlage (Beschreibung siehe Text)

Das h-{\displaystyle \xi }-Diagramm zeigt in Abhängigkeit vom Mischungsverhältnis von zwei Phasen die Siede- und Taulinie und die zugehörigen Enthalpien. In dem Diagramm für Ammoniak und Wasser können die Zustände einer Ammoniak-Wasser-Kälteanlage eingetragen werden (siehe Diagramm).
Der Punkt 8 beschreibt den Siedezustand im Verdampfer (Austreiber): p = 10 bar/T = 170 °C. Der Zustand des Dampfes über der Lösung 7 liegt auf einer Isothermen zu 8. Die Anreicherung des Dampfes in der Rektifikationskolonne bis zum Kopf skizziert der Punkt 9. In dem Beispiel ist eine Kopftemperatur von 50 °C eingetragen. In den Brüden am Kolonnenkopf ist das Ammoniak auf 99,5 Gew.-% angereichert. Die Zustände auf den einzelnen Kolonnenböden sind hier nicht dargestellt. In Abhängigkeit von der Temperatur des betrachteten Bodens und der Annahme eines Gleichgewichtes zwischen Dampf und Flüssigkeit liegen die Zustände der beiden Phasen auf einer Isothermen. Die Taulinie zeigt bei dem vorgegebenen Druck von 10 bar den Dampfzustand und die Siedelinie den Zustand der Flüssigkeit.
In dem Punkt 9 wird die Isotherme gebildet und auf der Siedelinie erhält man den Punkt 9*. Die Zustandsänderung zwischen 9* und 8 stellt die in der Kolonne zurücklaufende Flüssigkeit dar. Die über die Böden ablaufende Flüssigkeit wird durch den Gasgegenstrom wieder aufgeheizt. Das im Kopf der Kolonne konzentrierte Ammoniakgas 9 wird isobar verflüssigt: Zustand 1. Das Kältemittel wird zu dem Niederdruck-Abscheider geleitet und adiabat entspannt (in dem Fließbild nicht mehr dargestellt). Eine Teilmenge verdampft bei der Entspannung (Zustand 2) und für die Kälteerzeugung kann die unterkühlte Flüssigkeit 12 genutzt werden, indem sie zu den Kälteverdampfern in den Kühlräumen gepumpt wird. Das Ammoniakgas aus dem Abscheider 2 wird im Absorber von der armen kalten Lösung absorbiert. Die bei der Absorption frei werdende Wärme kann aus den zugehörigen Enthalpien zwischen 2 und 6 abgelesen werden. Der Punkt 6 im Diagramm beschreibt den Zustand im Absorber (hier: p = 0,3 bar; T = 25 °C); die Ammoniakkonzentration beträgt hier 20 Gew.-%. Die reiche Lösung wird im Lösungsmittelwärmeübertrager von der heißen armen Lösung, die zum Absorber strömt, erwärmt und die reiche Lösung wird dann wieder dem Austreiber zugeführt.

### Kleinanlagen
Ein Vorteil von Kleinanlagen (Campingkühlschränke, Minibar in Hotels) liegt im lautlosen Betrieb, da durch zusätzlich eingebrachten Wasserstoff auf mechanische Lösungsmittelpumpen verzichtet werden kann. Der notwendige Fluss des Lösungsmittels Wasser wird durch eine Dampfblasenpumpe sichergestellt, die auf dem Prinzip der Mammutpumpe basiert. Dadurch wird eine im Vergleich zu einem für eine Kompressionskältemaschine erforderlichen Kompressor ohnehin sehr viel niedrigere Geräuschemission erzielt und ein völlig lautloser Betrieb ermöglicht. In der Regel wird die für den Betrieb dieser Anlagen erforderliche Wärme durch elektrischen Strom entweder mit Bordstrom von 12 Volt oder Netzstrom bereitgestellt. Autarkbetrieb ist durch das Verbrennen von Brenngasen wie das im Campingbereich übliche Propan, Butan, Gemische davon oder Petroleum möglich. Die erforderliche thermische Leistung liegt bei üblichen Kühlschränken um etwa 120 Watt. Der Wirkungsgrad (COP) dieser Kleinanlagen liegt bei ca. 0,2.
Siedetemperaturen
- Ammoniak: −33,33 °C/1 bar
- Wasser: 100 °C/1 bar

## Wasser-Lithiumbromid-Absorptionskältemaschine

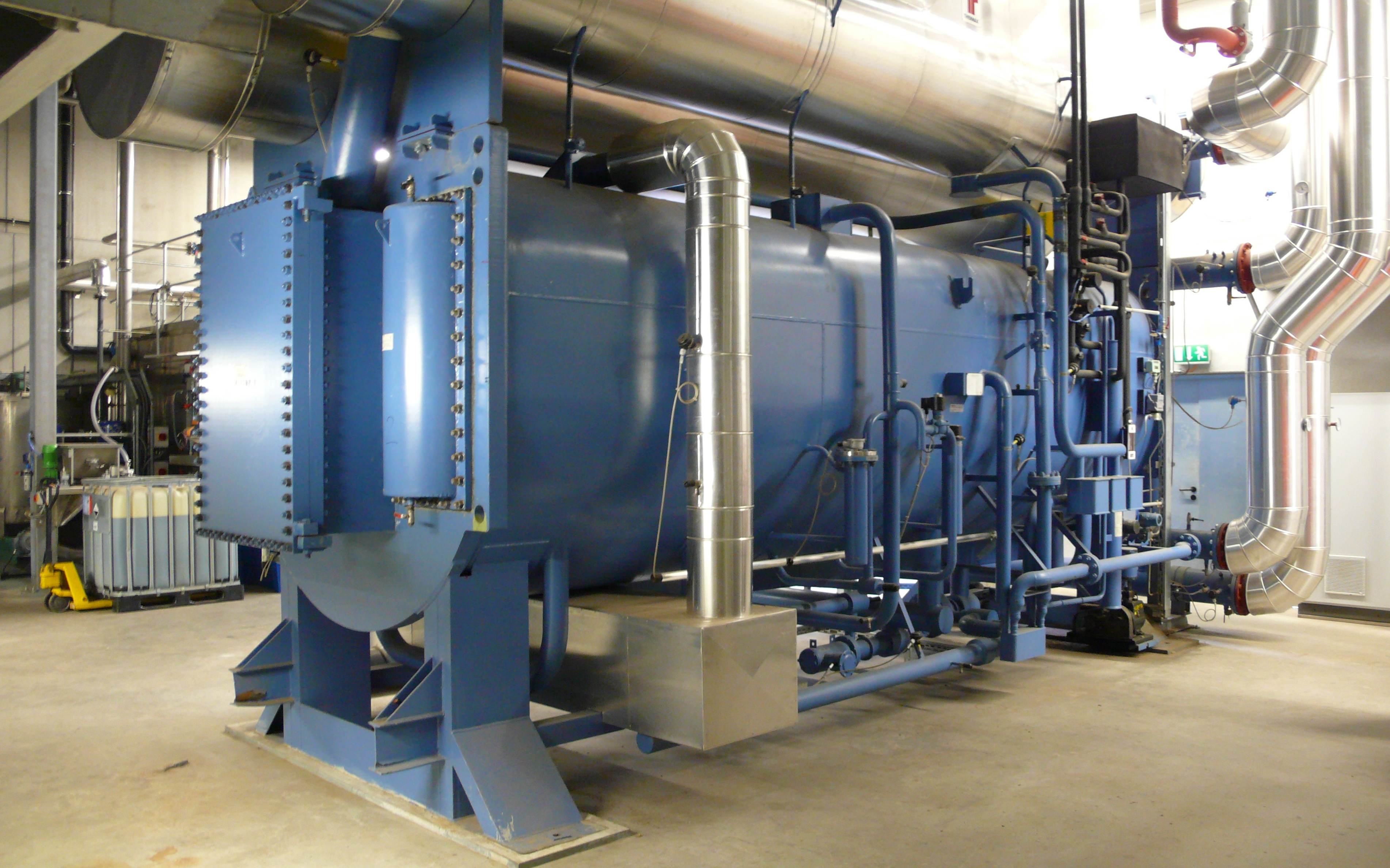
Lithiumbromid-Absorptionswärmepumpe mit einer Leistung von 14 MW

Neben dem Stoffpaar Ammoniak/Wasser ist auch Lithiumbromid/Wasser gebräuchlich, wobei hier allerdings Wasser das Kältemittel darstellt. Dadurch ist auch die niedrigste Kaltwasseraustrittstemperatur auf ca. 5 °C begrenzt. Absorptionskälteanlagen mit der Stoffkombination werden daher in der Regel im Klimabereich und in der Prozesskühlung eingesetzt. Es gibt im Wesentlichen ein- und zweistufige Ausführungen. Einstufige AKM werden mit Warmwasser (70…120 °C) oder Dampf (max. 1,5 bar) befeuert und haben ein Wärmeverhältnis {\displaystyle \zeta } von ca. 0,7. Zweistufige AKM können mit Heißwasser (bis ca. 180 °C), Dampf (bis ca. 8 bar) beheizt oder mit Öl, Erdgas oder mit Abgas aus Blockheizkraftwerken (BHKW) oder Gasturbinen befeuert werden. Das Wärmeverhältnis liegt bei dieser Bauart bei 1,0…1,3. Die Anlagen werden daher nur wirtschaftlich sinnvoll eingesetzt, wenn Abwärme (möglichst kostenlos oder sehr kostengünstig) oder auch solar erzeugte Wärme zur Verfügung steht.
Direkt beheizte LiBr-Absorptionskälteanlagen haben Kälteleistungen von 10 kW bis 5.300 kW. Einstufige Anlagen werden im Kälteleistungsbereich von 15 kW bis 5.300 kW als Serienprodukte angeboten. Es gibt auch Sonderanfertigungen bis 23 MW.
Der Vorteil der LiBr-Absorptionskälteanlagen ist die niedrige Austreibertemperatur und die Unbedenklichkeit der Verwendung von Wasser als Kältemittel. Da die Kälteerzeugung im Unterdruckbereich stattfindet, ist ein Zerbersten durch Überdruck ausgeschlossen, wenn die Beheizung abgesichert ist. Ein weiterer Vorteil liegt in den weit auseinanderliegenden Siedetemperaturen der Stoffpaare LiBr und Wasser. Dies hat zur Folge, dass bei der Desorption im Austreiber reiner Wasserdampf erzeugt wird. Im Gegensatz dazu entsteht bei der Ammoniak-Wasser-Absorptionskälteanlage im Austreiber neben dem Kältemitteldampf auch Wasserdampf. In einem aufwändigen, nachgelagerten Verfahren muss das Kältemittel daher konzentriert und der Wasserdampf entfernt werden (siehe Rektifikation).
Bei LiBr-Absorptionskälteanlagen fällt außerdem die technische Arbeit der Pumpe sehr viel weniger ins Gewicht (ca. um den Faktor 500).

### Beschreibung

Wasser-Lithiumbromid-Absorptionskälteanlage, Bauart Carrier

Die Wasser-Lithiumbromid-Absorptionskälteanlage enthält die gleichen Komponenten wie die Ammoniak-Wasser-Absorptionskälteanlage mit Ausnahme der Rektifikationssäule. Auf diese kann verzichtet werden, da Lithiumbromid bei den gefahrenen Temperaturen praktisch keinen Dampfdruck besitzt und somit nicht flüchtig ist. Die Firma Carrier verwendet zwei zylindrische Behälter, die entsprechend der Funktion mit Trennwänden, Rohrschlangen und Düsenstöcken ausgerüstet sind. Der obere Behälter stellt den Austreiber AT und Kondensator dar. Die arme Lösung wird indirekt durch Wärmezufuhr über eine Rohrschlange HM beheizt und das Wasser verdampft. Im rechten Bereich der Kammer sind Rohrschlangen installiert, die von Kühlwasser KüW durchströmt werden. Das verdampfte und nicht mit Salz befrachtete Wasser kondensiert im rechten Kammersumpf.
Der untere Behälter nimmt den Verdampferteil VD und den Absorberteil AB auf. Die wasserarme und somit LiBr-reiche Lösung 1 aus dem Austreiber wird über einen Lösungswärmeübertrager WT1 abgekühlt und geregelt über einen Düsenstock im linken Teil der unteren Kammer 2 eingedüst. Die salzreiche fein dispergierte Lösung ist bestrebt, den Wasserdampf in der Kammer zu absorbieren. Die entstehende Lösungswärme wird über Kühlschlangen an das Kühlwasser übertragen. Im linken Sumpf der Kammer wird die wasserreiche Lösung 3 über die Lösungsmittelpumpe durch den Wärmeübertrager WT1 geleitet, vorgewärmt und wieder in die obere Austreiberkammer gefördert.
In der unteren Kammer herrscht ein starker Unterdruck von etwa 2 mbar, der einer Wassersattdampftemperatur von 6 °C entspricht. Im rechten Teil der Kammer wird Wasser im Kreis gefördert 6 und verdüst. Bei dem durch die Absorption hervorgerufenen Unterdruck verdampft das Wasser bei einer Temperatur von 6 °C. Die Verdampfungsenthalpie liefert das Kaltwasser KW, das in Rohrschlangen in den Zerstäubungsbereich des Wassers geführt wird. Das Wasser ist somit das Kältemittel, das dem Kaltwasser die Wärme entzieht.

### Einsatzbereiche
Wasser-Lithiumbromid-Absorptionskälteanlagen werden in folgenden Bereichen eingesetzt:
- Kaltwassererzeugung für Klimatisierung oder Prozesskühlung aus der Abwärme von Motoren oder Gasturbinen (Kraft-Wärme-Kälte-Kopplung)
- Reduzierung des sommerlichen Spitzenstromverbrauchs für Gebäudeklimatisierung, der durch elektrisch betriebene Kompressionskältemaschinen verursacht wird, und stattdessen Einsatz von Erdgas oder Heizöl und Sonnenenergie über Kollektoren als Energiequelle
- Kaltwassererzeugung für Klimaanlagen und Prozesskühlungen aus Abwärme von BHKW, Gasturbinen, Kraftwerken, Müllverbrennungsanlagen und Fernwärme (Dampf oder Heißwasser) im Sommer, wenn Wärme als „Abfallprodukt“ entsteht.

## Weitere Verfahren
Eine neue, weitgehend noch unbekannte Alternative ist der Einsatz ionischer Flüssigkeiten als Absorptionsmedium. Diese zeichnen sich oft durch eine hohe Aktivität gegenüber Wasser aus, besitzen aber gegenüber Lithiumbromid den Vorteil, dass sie als „flüssige Salze“ beim Austreiben nicht auskristallisieren können. Des Weiteren sind sie weniger korrosiv als Lithiumbromid.